# Ourches-sur-Meuse
Ourches-sur-Meuse település Franciaországban, Meuse megyében. Lakosainak száma 221 fő (2022. január 1.). Ourches-sur-Meuse Pagny-sur-Meuse, Saint-Germain-sur-Meuse, Troussey, Vaucouleurs és Void-Vacon községekkel határos.

## Népesség
A település népességének változása:
| Lakosok száma | 207  | 169  | 163  | 191  | 200  | 212  | 221  | 226  | 224  | 221  |
|               | 1968 | 1982 | 1990 | 2006 | 2013 | 2015 | 2017 | 2019 | 2020 | 2022 |